# Pantarholmen

Pantarholmen är en stadsdel (f.d. ö) belägen i Karlskrona. 
Namnet Pantarholmen kommer av att de bönder som skulle sälja sina varor inne i Karlskrona var tvungna att betala pant (tull) här.
Landsvägsgatan som ligger på Pantarholmen är känd för att vara en gata där man måste trampa i nedförsbacke när man cyklar, på grund av den ständiga blåsten.
Eftersom Pantarholmen (samt Pottholmen) utgör länken mellan fastlandet och Trossö fungerar stadsdelen som en genomfartsled. Via bil sker de flesta transporter till staden via Österleden, belägen på Pantarholmens östra sida, men även via Sunnavägen, Landsvägsgatan (omnämnd ovan som känd för sin motvind) samt med tåg (rälsen är belägen mellan Sunnavägen och Österleden). 
Pantarholmen har trots sin relativt begränsade yta (i relation till Trossö) flera mötesplatser för stadens befolkning som en följd av dess placering i Karlskrona. Matbutiker som Willys och Lidl (eg. beläget på Pottholmen) ligger här, liksom tobaksaffären som även är postombud. Mitt på Landsvägsgatan ligger kvarterskrogen/pizzerian 'Besiana', men även pantarholmscaféet, Nellys Café, som säljer kvartersinspirerande kakan Pantarholmspinnen.